# ایکس‌ای-۱ کوکس-کلمین
ایکس‌ای-۱ کوکس-کلمین (به انگلیسی: Cox-Klemin_XA-1) یک هواگرد ملخ‌پیشین تک‌موتوره از نوع هواپیمای دوباله آمبولانس ساخت شرکت Cox-Klemin Aircraft Corporation است. هواگرد ایکس‌ای-۱ کوکس-کلمین نخستین پروازش را در ۱۹۲۳ میلادی انجام داد. در مجموع، تعداد ۲ فروند از این هواگرد ساخته شده‌است.